# Borne armoriée de Demigny
La borne armoriée de Demigny est une borne située à Demigny, dans le département de Saône-et-Loire, en France.

## Présentation
Cet édifice date du XVIe siècle et fait l’objet d’un classement au titre des monuments historiques le 10 octobre 1927.